# Eduard Pulvermann

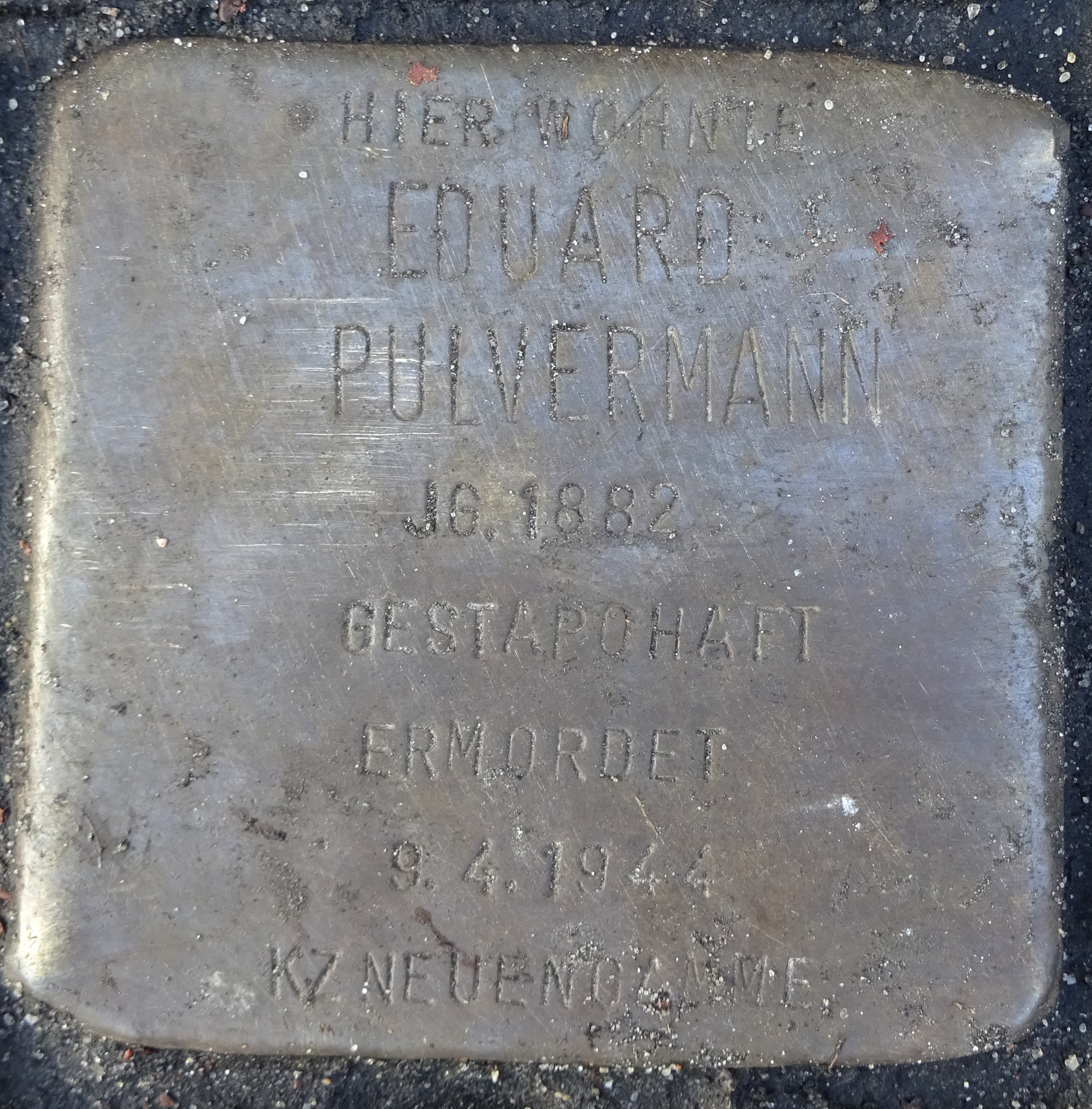
Stolperstein zur Erinnerung an Eduard Pulvermann

Eduard F. Pulvermann (geb. 2. September 1882 in Hamburg; gest. 9. April 1944 ebenda) war ein international tätiger deutscher Kaufmann und Springreiter. Aufgrund seines jüdischen Familienhintergrunds wurde er 1941 von der Gestapo verhaftet und starb 1944 im KZ Fuhlsbüttel. 
Eduard Franz Pulvermann gestaltete 1920 den Parcours für das Deutsche Spring-Derby in Hamburg-Klein Flottbek, eines der schwersten Springreitturniere der Welt. Das Hindernis Nr. 14 trägt den Namen Pulvermanns Grab. Er war zeitweise Mitglied der Hamburger Freimaurerloge Emanuel zur Maienblume.

## Leben
Eduard Pulvermann war der Sohn des Kaufmanns Albert Pulvermann und der Anna Franziska Markt. Die Familie Pulvermann war eine ursprünglich jüdische Kaufmannsfamilie. Als Sohn eines US-Bürgers wurde Eduard mit der US-Staatsbürgerschaft geboren. 1903 wurde er auf eigenen Wunsch als Hamburger Bürger eingebürgert. Er leistete Militärdienst bei den 16. Husaren in Schleswig, den Chasseurs in Langensalza und den 17. Dragonern in Ludwiglust. 1908 heiratete er Freiin Ruth von Cramm, mit der er die Kinder Franziska und Curt bekam. 1927 starb seine Frau. 1929 heiratete er in zweiter Ehe Sibylla Freiin von Alten, mit der er die Töchter Jutta und Armgard bekam.
Unter den Reitern zählten u. a. Sigismund Prinz von Preußen und Erich von Buddenbrock-Pläswitz zu seinem engsten Freundeskreis. Partnerin beim Gruppenspringen war Armgard von Cramm (Prinzessin zur Lippe-Biesterfeld), eine Cousine seiner Frau Ruth und Patentante seiner jüngsten Tochter. Der entfernt verwandte Vetter seiner Frau, Gottfried von Cramm, zählte ebenfalls zu seinen Freunden.

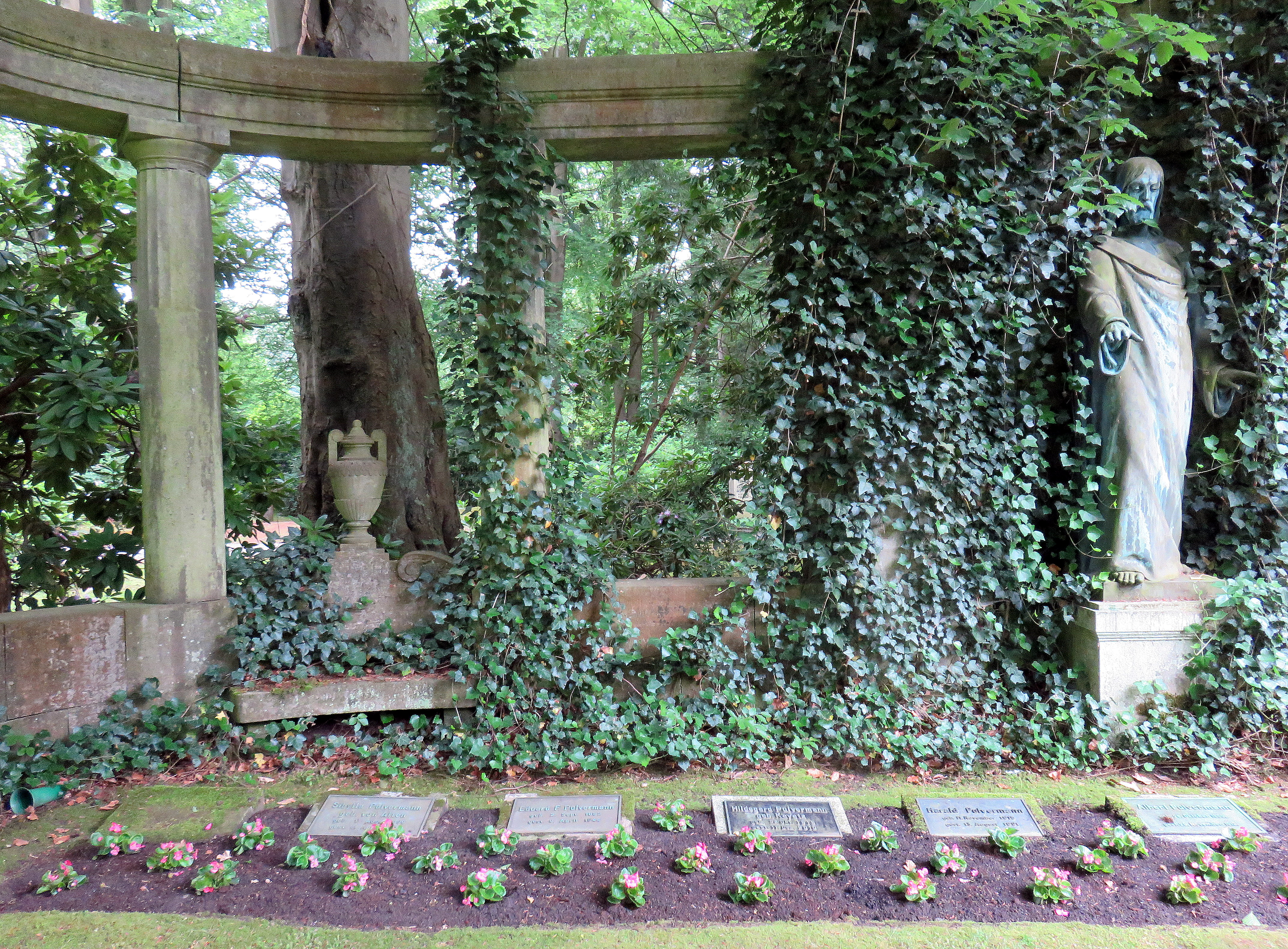
Kissenstein für Eduard Pulvermann (dritter von links) auf dem Friedhof Ohlsdorf

Pulvermann wurde 1941 von der Gestapo verhaftet und in die Gestapozentrale im Stadthaus gebracht. Vorgeworfen wurden ihm angebliche Devisenvergehen und ein Verstoß gegen das Heimtückegesetz. Der eigentliche Anlass zur Verfolgung waren seine väterlichen jüdischen Großeltern, die ihn in der Ideologie der Nationalsozialisten zum „Halbjuden“ machten. Pulvermann wurde in das KZ Fuhlsbüttel eingeliefert, das offiziell Polizeigefängnis hieß, im Volksmund KoLaFu, und dem KZ Neuengamme angegliedert war. Schwer erkrankt, wurde Pulvermann am 1. April 1944 in das Gefängnislazarett Langenhorn eingeliefert, wo er am Ostersonntag, dem 9. April 1944, an den Folgen der jahrelangen Haft starb. Beigesetzt wurde Eduard Pulvermann im Familiengrab auf dem Friedhof Hamburg-Ohlsdorf südlich von Kapelle 7 im Planquadrat AC 25.
Im Oktober 2011 hob die Generalstaatsanwaltschaft Hamburg auf Antrag der Familie das nationalsozialistische Urteil des Hanseatischen Sondergerichts von 1942 gegen Eduard Pulvermann auf.

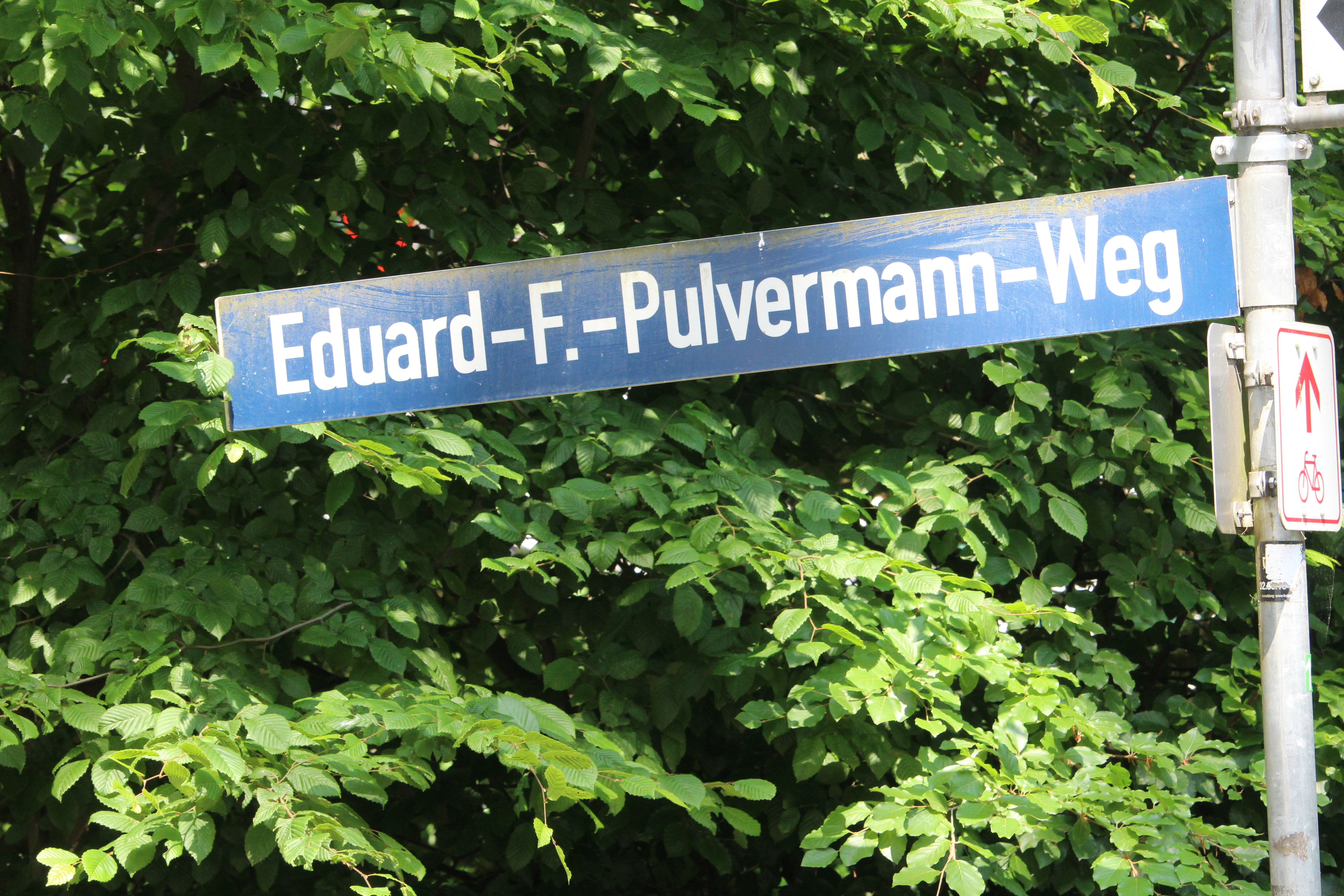

Seit 2007 heißt der Weg durch den Westerpark, zwischen dem Derby-Park und dem Wesselhoeftpark gelegen, nach Eduard F. Pulvermann. Vor seinem einstigen Wohnhaus in Hamburg-Eppendorf, Geffckenstraße 15, erinnert ein Stolperstein an Eduard Pulvermann.

## Pulvermanns Grab im Springreiten
Pulvermanns Grab ist das wohl bekannteste Hindernis im internationalen Springreiten. Es ist das Hindernis Nr. 14 auf dem Derby-Parcours in Klein Flottbek. Das Hindernis ist in einer 15 Meter langen Senke aufgebaut und besteht aus je einem Rick am Anfang und am Ende der Senke, in deren Mitte ein ebenfalls zu überspringender Wassergraben liegt. Die Seitenbegrenzung des Hindernisses verengt sich zudem noch zum Graben in der Mitte hin. Dieses Hindernis konnte der Erbauer des Kurses Eduard Pulvermann als Springreiter selbst niemals fehlerfrei überwinden.
Im deutschen Sprachraum ist der Name Pulvermanns Grab auch für das international als Coffin bekannte ähnliche Geländehindernis in der Vielseitigkeit geläufig.